# 圓明新園 (廣東省)

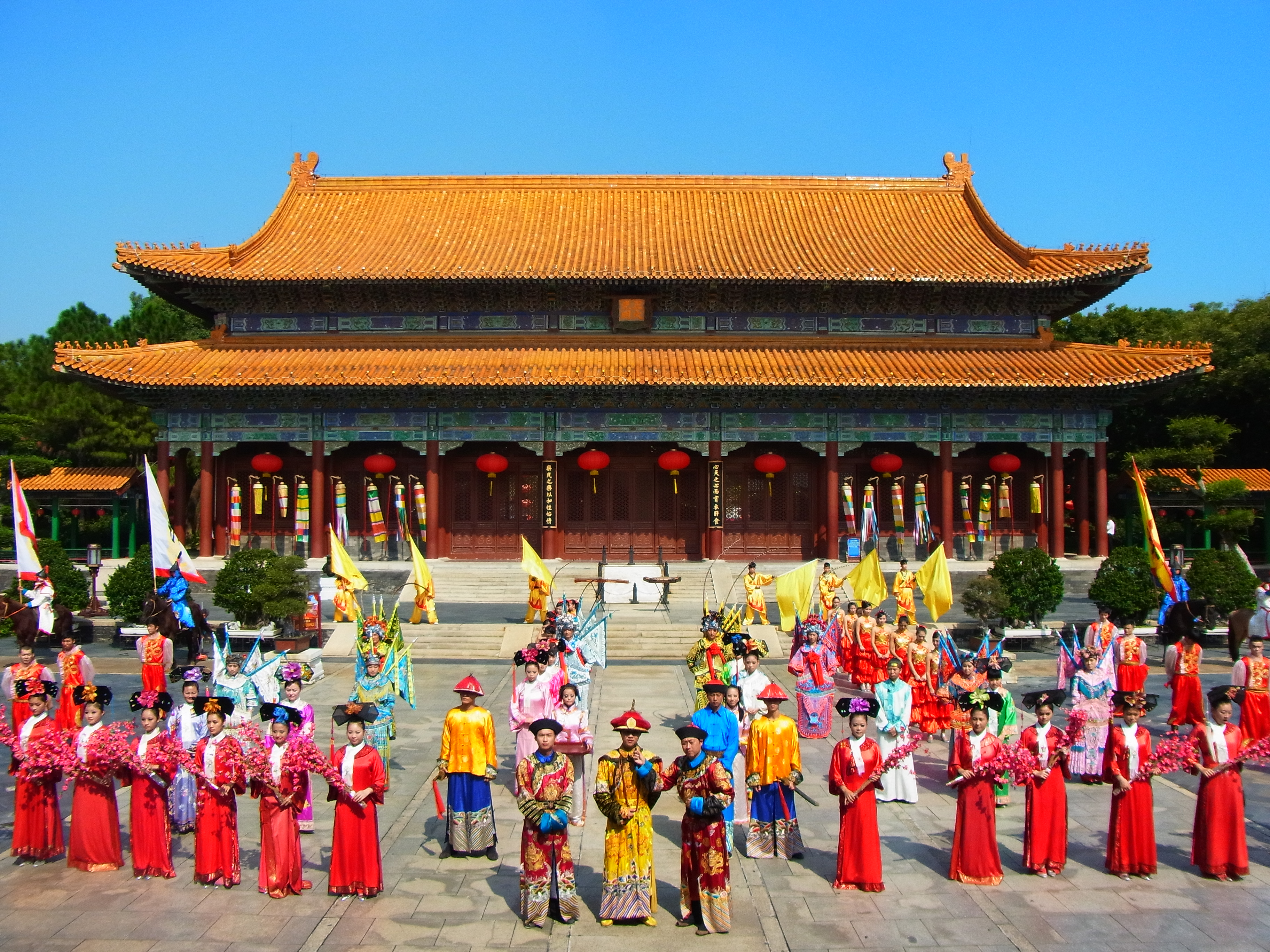
正殿（正大光明）

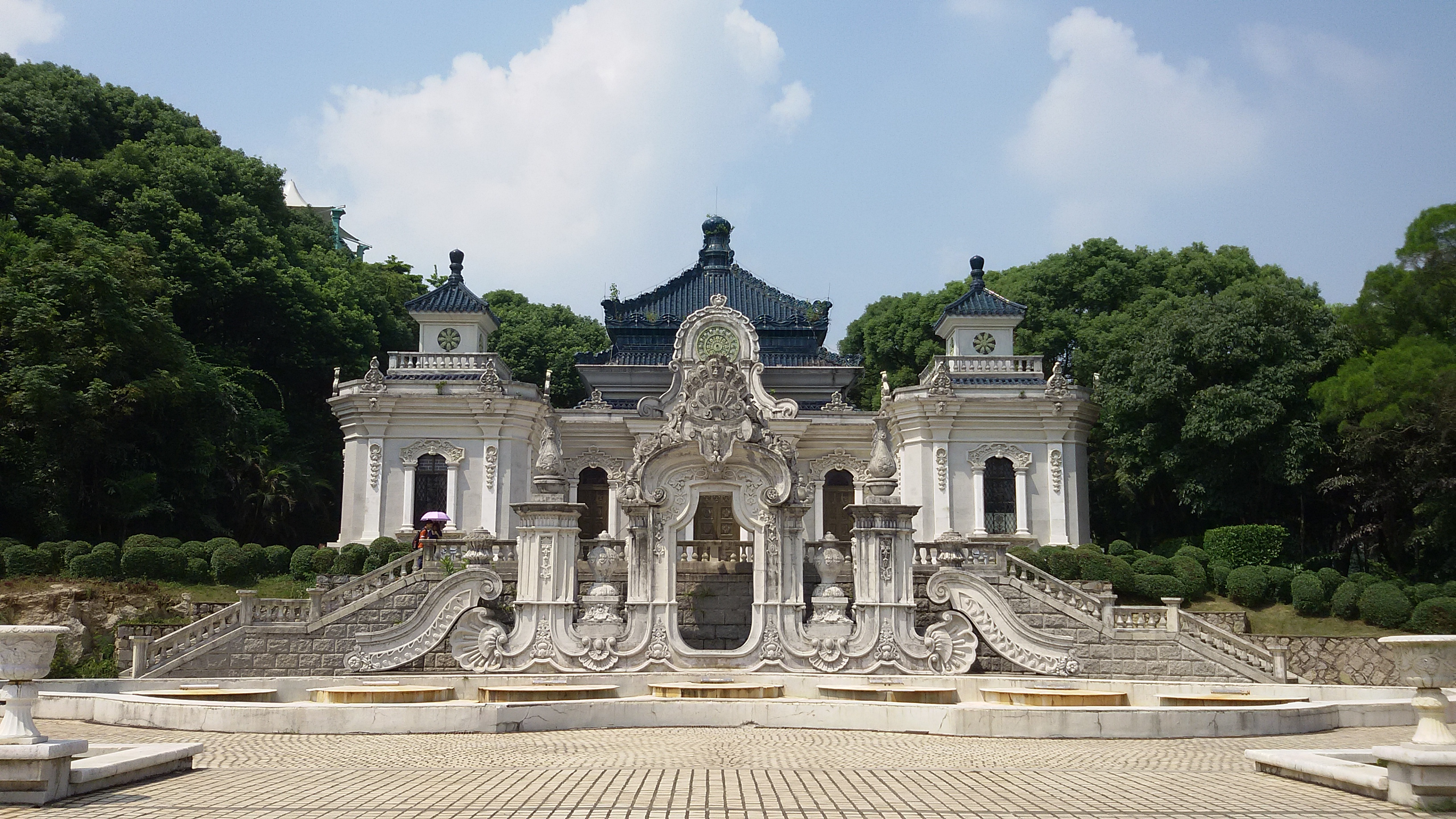
远瀛观

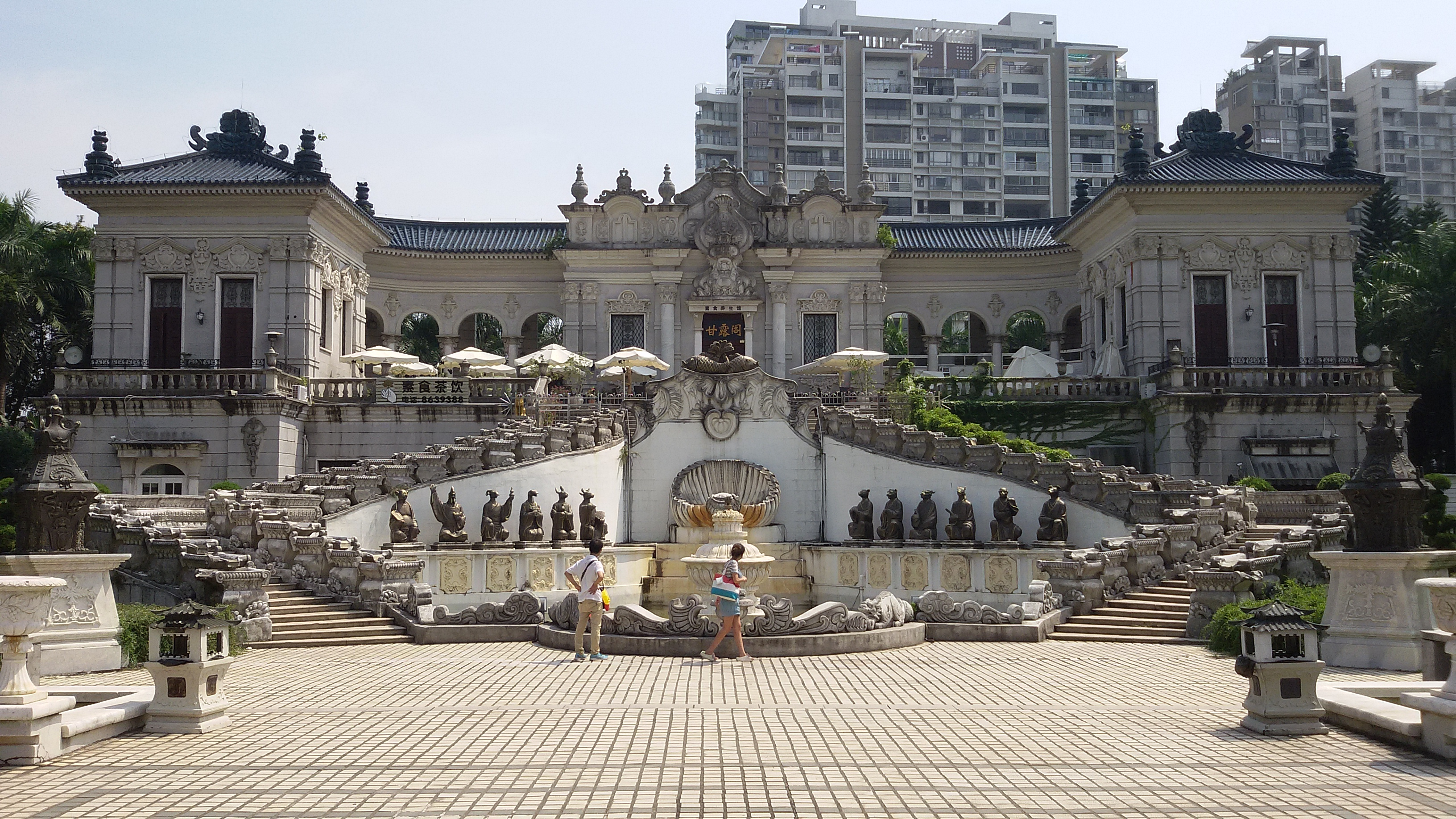
海晏堂

圓明新園是中國珠海市石景山下的主題公園，位於九洲大道蘭埔。圓明新園按中國著名的圓明園的部分景物，以一比一的比例建築而成，現為珠海十景之一。雖然圓明新園是以清廷皇家園林為題，卻不是圓明園的陳列館。在内容方面，賦予了主題公園的特點，融合了中國文化、西洋文化、歷史、旅游、商業、飲食於一體。etytgf

## 歷史
北京圓明園的原址為明朝皇親國戚的故園遺址，後成為了清朝御苑。圓明園於康熙在位時（1709年）開始修建，後賜予皇四子胤禛，並提名為“圓明園”。圓明園曾在雍正、嘉慶、道光、咸豐年間擴建或修葺，成為當時世上罕見的園林，更曾被西方國家譽為“萬園之園”和“東方凡爾賽宮”。可惜在第二次鴉片戰争（1860年）時，被英法聯軍入侵搶劫；1860年10月18日，圓明園遭焚毁，現僅存遺址。其后几代清朝皇帝雖欲重建圓明園，卻因內憂外患和國力不足等原因半途而廢。
圓明新園在北京圓明園內的40景點中，選出其中的18個建築風貌倣建而成。經過4年的時間興建和耗資6億元，終於在1997年2月2日正式開放。

## 建築特色
圓明新園是以被焚燒前的北京圓明園建築為藍本，建築主要分為中國明清古典園林建築、江南園林和古典式西洋建築三大類。
中國明清古典園林建築和江南園林設計，分佈在園內的中軸線上和福海湖沿岸。主要景點有：正大光明、九洲清晏、蓬島瑤臺、方壺聖境。環湖的景點分別有：平湖秋月、石舫、濂溪樂處、涵虛朗鑒、上下天光、曲院風荷、萬方安和等。古典式西洋建築則集中在園的西面，景點由：遠贏觀、海晏堂、大水法等古典建築物所組成。

## 特色節目

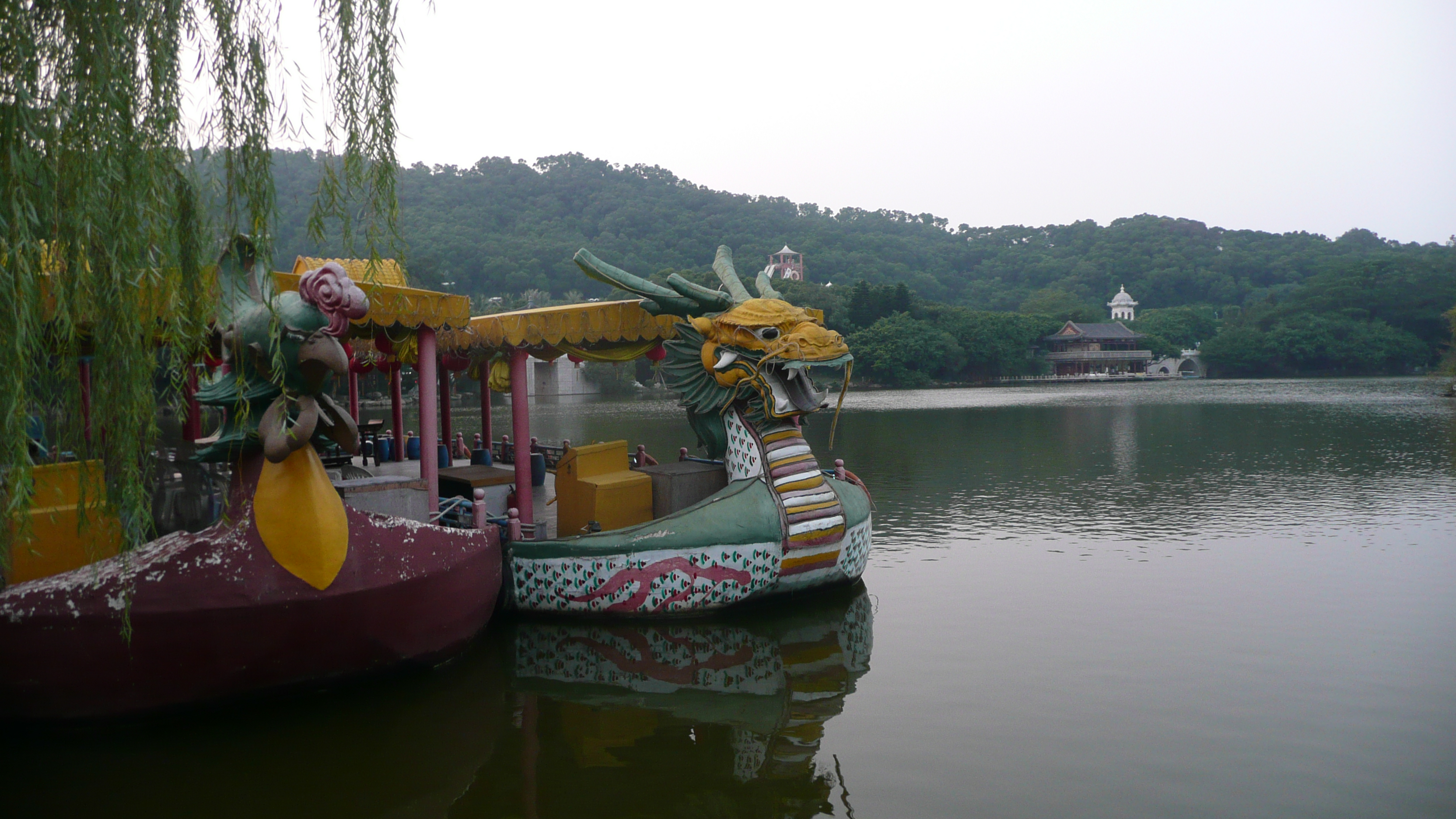

圓明新園設在景區講解員，讓參觀人士了解中國的近代歷史、清朝的文化和皇帝的宮廷生活。圓明新園最負盛名的大型表演是《大清王朝》和《大清海戰》，表演會定期更換內容。除大型表演節目外，在每一個中國古建築景區內，都設有讓觀眾參與的表演娛樂，例如有：臨朝听政、清宮慶典、編鐘樂舞、乾隆福海游和香妃傳奇等。

## 门票
珠海圆明新园已于北京时间2012年10月17日起永久免费开放，可凭相关身份证件到圆明新园广场左侧售票点免费领票入园，免费入园时间为每天上午9时至下午6时，下午6时后入园需正常收费，表演场所与景区隔离，相关节目仍需收费。

## 交通
市內公共汽車：
| 编号 | 编号 | 线路                 | 线路 | 线路             | 收费 | 运营商   | 备注 |
| ---- | ---- | -------------------- | ---- | ---------------- | ---- | -------- | ---- |
|      | 13   | 体育中心南           | ⇆    | 圓明新園         | 1元  | 珠海香洲 |      |
|      | 62   | 横琴客运码头         | ⇆    | 圓明新園         | 1元  | 珠海横琴 |      |
|      | 69   | 城轨唐家湾站         | ⇆    | 圓明新園         | 1元  | 珠海香洲 |      |
|      | 991  | （中山）金斗湾客运站 | ⇆    | （珠海）圓明新園 | 2元  | 中南公汽 |      |

| 编号 | 编号 | 线路                 | 线路   | 线路             | 收费 | 运营商   | 备注 |
| ---- | ---- | -------------------- | ------ | ---------------- | ---- | -------- | ---- |
|      | 1    | 明珠北               | 短线 → | 青茂口岸總站     | 1元  | 珠海前山 |      |
| 香洲 | 1    | 全程 ⇆               |        | 青茂口岸總站     | 1元  | 珠海前山 |      |
|      | 25   | 屏北三路西           | ⇆      | 大桥口岸枢纽     | 1元  | 珠海吉大 |      |
|      | 30   | 青茂口岸總站         | ⇆      | 格力康乐园       | 1元  | 珠海前山 |      |
|      | 60   | 湾仔                 | 全程 ⇆ | 吉大总站         | 1元  | 珠海吉大 |      |
|      | 992  | （中山）锦绣国际花城 | ⇆      | （珠海）吉大总站 | 1元  | 珠海前山 |      |

計程車

## 外部連結
- 圓明新園（页面存档备份，存于）
- 此生不去圓明新園 （页面存档备份，存于）